# When Abortion Was Illegal: Untold Stories
When Abortion Was Illegal: Untold Stories ist ein US-amerikanischer Dokumentarfilm aus dem Jahr 1992.

## Handlung
In dem Film werden Frauen interviewt, die mit dem Thema Abtreibung in Berührung gekommen sind, zu einer Zeit als Abtreibung in den USA illegal war. Es werden nicht nur Frauen vorgestellt, die Abtreibungen haben vornehmen lassen. Ebenso werden Frauen befragt, die ungewollt schwanger geworden sind und ihre Babys zur Adoption freigegeben haben.

## Auszeichnungen
1993 wurde der Film in der Kategorie Bester Dokumentar-Kurzfilm für den Oscar nominiert.